# Onuxodon fowleri
Onuxodon fowleri är en fiskart som först beskrevs av Smith, 1955.  Onuxodon fowleri ingår i släktet Onuxodon och familjen nålfiskar. Inga underarter finns listade i Catalogue of Life.